# Lithochromis
Lithochromis – rodzaj słodkowodnych ryb okoniokształtnych z rodziny pielęgnicowatych (Cichlidae).

## Występowanie
Gatunki endemiczne Jeziora Wiktorii w Afryce.

## Klasyfikacja
Gatunki zaliczane do tego rodzaju:
- Lithochromis rubripinnis
- Lithochromis rufus
- Lithochromis xanthopteryx

Gatunkiem typowym jest Lithochromis rubripinnis.